# Miss Venezuela 2018
Miss Venezuela 2018 fue la sexagésima quinta (65°) edición del certamen Miss Venezuela. Se llevó a cabo en la ciudad de Caracas, Venezuela, en el Estudio 5 de Venevisión, el 13 de diciembre de 2018. Candidatas de 24 entidades y territorios del país compitieron por el título. Al final de evento, Veruska Ljubisavljević, Miss Venezuela Mundo 2017, de Vargas, coronó a Isabella Rodríguez, de Portuguesa, como Miss Venezuela 2018.
El evento se transmitió en vivo y directo para toda Venezuela por Venevisión y Venevisión Plus, además en alta definición para todos los suscriptores del Paquete Alta Definición de DirecTV. Al exterior por Ve Plus y Univisión, además de Estados Unidos por Venevisión USA y Puerto Rico vía Univisión Alta Definición.
Fue la primera edición de Miss Venezuela que no estuvo bajo la presidencia de Osmel Sousa, quien fuera su presidente durante 40 años y la primera vez en 20 años (desde el Miss Venezuela 1999) que la ganadora del título principal representa al país en el Miss Mundo en lugar de Miss Universo.

## Historia

### Renuncia de Osmel Sousa
El año 2018 acarreó grandes cambios para la Organización Miss Venezuela como motivo de la renuncia de quien fuera presidente de la misma por más de cuatro décadas, Osmel Sousa, anunciado por el mismo el 6 de febrero, quien fue responsable de muchas de las victorias del país en certámenes de belleza internacionales.
Luego de esta renuncia, la organización quedó durante 2 meses sin una directiva fija. El 18 de abril se anuncia que la organización quedaría bajo la tutela de tres exreinas de belleza venezolanas, Gabriela Isler, Miss Universo 2013; Jacqueline Aguilera, Miss Mundo 1995; y Nina Sicilia, Miss Internacional 1985; las mismas asumieron todo lo relacionado con la selección de las candidatas para la edición de 2018, y todo lo relacionado con la organización.

### Demanda y suspensión
El 16 de agosto de 2018, se anunció que la entrega de bandas a las candidatas de esta edición sería suspendida, que estaba pautado para el mismo día, al igual que la noche final que estaba prevista para el 12 de septiembre; esto debido a una sentencia dictada por el Tribunal Quinto de Primera Instancia en lo civil, mercantil, tránsito y bancario de la Circunscripción Judicial del Área Metropolitana de Caracas tras una demanda interpuesta por Veruska Ljubisavljević, Miss Venezuela Mundo 2017, al darse a conocer que la misma no podría competir en el certamen Miss Mundo 2018.
La Organización Miss Venezuela se pronunció al respecto y manifestó que, a pesar de no estar conforme con tal demanda, la acatarían en su totalidad. Advirtieron además que se reservaban el derecho de ejercer acciones «para reclamar todos los daños y perjuicios que tal medida causa».
El 2 de septiembre de 2018, el Comité Ejecutivo de la Organización Miss Venezuela dio a conocer que Veruska Ljubisavljević, Miss Venezuela Mundo 2017, podría participar en el Miss Mundo 2018 luego de entablar conversaciones con la Organización Miss Mundo, la cual estableció que la joven sería admitida «como una concesión especial» en el certamen, por lo cual Veruska Ljubisavljević decidió desistir de la acción de amparo que había interpuesto contra la Organización Miss Venezuela y, por ende, renunciar a la protección cautelar que impedía la realización del Miss Venezuela 2018.

### Reorganización
Tras la suspensión de la medida cautelar, se retoma nuevamente la realización del certamen de belleza. El 12 de septiembre se anuncia la reprogramación del evento, anunciando que el 6 de octubre se realizaría la imposición de bandas a las candidatas, ese mismo día se anuncia que el certamen se realizaría el 13 de diciembre.

## Resultados
| Resultado final         | Candidata |
| ----------------------- | --- |
| Miss Venezuela 2018     | - Portuguesa - Isabella Rodríguez |
| Primera finalista       | - Yaracuy - Alondra Echeverría |
| Segunda finalista       | - Táchira - Oricia Domínguez |
| Finalistas (Top 5)      | - Distrito Capital - Arantxa Barazarte - Vargas - Juliette Lemoine                                                                                  |
| Semifinalistas (Top 10) | - Anzoátegui - María Eloína Hurtado - Carabobo - Claudia María - Falcón - Fernanda Escobar - Guárico - Francis Armas - Zulia - María Eugenia Penoth |

### Premiaciones especiales
Las siguientes premiaciones fueron otorgadas en la noche final, sin embargo, la mayoría de estas fueron seleccionadas por el público vía internet, quien votó durante semanas previas a la noche de coronación.
| Premio                  | Candidata Ganadora                   |
| ----------------------- | ------------------------------------ |
| Miss Manos de Pasarela  | Mérida - Saraí Builes                |
| Miss Travel and Tour    | Distrito Capital - Arantxa Barazarte |
| Miss Salud y Estética   | Carabobo - Claudia María             |
| Miss Fitness            | Cojedes - Daniela Venieri            |
| Miss Confianza          | Barinas - Kelly Mejías               |
| Miss Glamour            | Amazonas - Oxianiela Oropeza         |
| Miss Sonrisa            | Aragua - Carla Viera                 |
| Miss Personalidad       | Portuguesa - Isabella Rodríguez      |
| Miss Fotogénica         | Yaracuy - Alondra Echeverría         |
| Miss Gema Preciosa      | Anzoátegui - María Eloina Hurtado    |
| Miss Magia y Fantasía   | Sucre - Annabella al-Samarrai        |
| Miss Amistad            | Lara - Claudia Villavicencio         |
| Miss Multimedia         | Distrito Capital - Arantza Barazarte |
| Premio al Mejor Vestido | Trujillo - Karla Fermín              |

## Pruebas rápidas
La ganadora de estas pruebas pasaron directamente al cuadro de 10 semifinalistas
| Fast Track            | Finalistas | Ganadora                          |
| --------------------- | --- | --------------------------------- |
| Prueba de Talento     | - Anzoátegui - María Eloína Hurtado - Portuguesa - Isabella Rodríguez - Táchira - Oricia Domínguez - Zulia - María Eugenia Penoth | - Guárico - Francis Armas         |
| Prueba Deportiva      | - Miranda - Andreína Aguirre - Sucre - Anabella Alsamarrai                                                                        | - Falcón - Fernanda Escobar       |
| Top Model             | - Anzoátegui - María Eloína Hurtado - Barinas - Kelly Mejías                                                                      | - Portuguesa - Isabella Rodríguez |
| Belleza con Propósito | - Portuguesa - Isabella Rodríguez - Sucre - Anabella Alsamarrai                                                                   | - Táchira - Oricia Domínguez      |

## Áreas de competencia

### Final
La noche final fue transmitida en vivo para toda Venezuela por Venevisión. Al exterior por Ve Plus, y para Estados Unidos y Puerto Rico vía Univisión Alta Definición; además se transmitió en vivo vía internet para todos los países y territorios desde Caracas, Venezuela. La ganadora representará al país en el Miss Mundo 2019.
El grupo de 10 semifinalistas se dio a conocer durante la competencia final. Cinco de ellas fueron las ganadoras de retos previos al certamen y las cinco restantes fueron seleccionadas por un jurado preliminar y la Organización Miss Venezuela, quienes eligieron a las concursantes que más destacaron o tenían el perfil más adecuado para competir en el Miss Mundo 2019.
- Todas las 24 candidatas desfilaron en traje de baño y traje de gala.
- 10 semifinalistas fueron elegidas para pasar a la segunda ronda. 5 de ellas por ser las ganadoras de unos retos previos al certamen y las otras 5 fueron elegidas por un jurado preliminar y por la Organización Miss Venezuela.
- De acuerdo con la impresión general que dejó cada una de las 10 semifinalistas en la etapa de traje de baño y traje de gala, 5 de ellas salieron de la competencia.
- Las 5 finalistas restantes fueron sometidas a una misma pregunta final y, posteriormente, desfilaron en una última pasarela, donde el panel de jueces definió las posiciones finales.

Cabe resaltar que esta edición del Miss Venezuela usó un formato de competencia similar al que usa el Miss Mundo.

### Jurado final
Estos son los miembros del jurado que evaluaron a las semifinalistas y finalistas para elegir a la nueva Miss Venezuela 2018:
- Nunzia Auletta - Profesora titular del Centro de Mercadeo y del Centro de Emprendedores del IESA
- Claudia Valladares -  Fundadora del Impact Hub Caracas
- Alejandro Trémola - Director asociado de la revista OK! Venezuela
- Gloria Pino - Conductora de televisión
- Mila Toledo - Orfebre
- Merlin Gessen - Gastrónomo y conductor de televisión
- Elisa Vegas - Directora de la Orquesta Sinfónica «Gran Mariscal de Ayacucho»
- Juan Miguel - Cantante
- Sixto Rein - Cantante

## Candidatas
(En la tabla se utiliza su nombre completo, los sobrenombres van entrecomillados y los apellidos utilizados como nombre artístico, entre paréntesis; fuera de ella se utilizan sus nombres «artísticos» o simplificados)
| Estado/Región    | Candidata                                  | Edad | Estatura        | Ciudad Natal      |
| ---------------- | ------------------------------------------ | ---- | --------------- | ----------------- |
| Amazonas         | Oxlaniela del Carmen Oropeza Rivero        | 21   | 1,77 m (5′ 10″) | Caracas           |
| Anzoátegui       | María Eloína Hurtado Hernández             | 20   | 1,72 m (5′ 8″)  | Puerto La Cruz    |
| Apure            | María Fernanda Rodríguez Pacheco           | 23   | 1,73 m (5′ 8″)  | Caracas           |
| Aragua           | Carla Daniela Viera González               | 22   | 1,72 m (5′ 8″)  | Maracaibo         |
| Barinas          | Kelly Jhuset Mejías Romero                 | 19   | 1,73 m (5′ 8″)  | Charallave        |
| Bolívar          | María José Hernández García                | 21   | 1,78 m (5′ 10″) | Nirgua            |
| Carabobo         | Claudia Isabel María Rodríguez             | 21   | 1,76 m (5′ 9″)  | Maracaibo         |
| Cojedes          | Daniela Alexandra Venieri Surga            | 22   | 1,73 m (5′ 8″)  | Caracas           |
| Delta Amacuro    | Ana Karina Noguera Andrade                 | 25   | 1,78 m (5′ 10″) | La Grita          |
| Distrito Capital | Arantxa Marian Barazarte Mastropietro      | 23   | 1,72 m (5′ 8″)  | Maracay           |
| Falcón           | Fernanda Karina Escobar Rondón             | 24   | 1,72 m (5′ 8″)  | Acarigua          |
| Guárico          | Francis Joselín Armas Martínez             | 22   | 1,71 m (5′ 7″)  | Ciudad Bolívar    |
| Lara             | Claudia Sofía Villavicencio Carrillo       | 23   | 1,70 m (5′ 7″)  | Caracas           |
| Mérida           | Saraí Nazaret Builes Souquett              | 18   | 1,76 m (5′ 9″)  | Aragua de Maturín |
| Miranda          | Andreína María Aguirre Ojeda               | 23   | 1,72 m (5′ 8″)  | Valencia          |
| Monagas          | Anaid Valentina Fuentes Jaouhari           | 20   | 1,77 m (5′ 10″) | Maturín           |
| Nueva Esparta    | Beida Fernanda Fossi García                | 23   | 1,74 m (5′ 9″)  | Ocumare del Tuy   |
| Portuguesa       | Maryuri Isabel "Isabella" Rodríguez Guzmán | 25   | 1,78 m (5′ 10″) | Petare            |
| Sucre            | Fátima Annabella al-Samarrai Noguera       | 20   | 1,71 m (5′ 7″)  | Caracas           |
| Táchira          | Oricia del Carmen Domínguez Dos Santos     | 24   | 1,73 m (5′ 8″)  | Macuto            |
| Trujillo         | Karla Naylin Fermín Astudillo              | 21   | 1,80 m (5′ 11″) | Cumaná            |
| Vargas           | Juliette Mercedes Lemoine Vegas            | 20   | 1,73 m (5′ 8″)  | Caracas           |
| Yaracuy          | Misyel Alondra Echeverría Istúriz          | 22   | 1,71 m (5′ 7″)  | Los Teques        |
| Zulia            | María Eugenia Penoth Hernández             | 24   | 1,76 m (5′ 9″)  | Porlamar          |

### Retiros
- Victoria Fajardo se retiró de Miss Venezuela 2018 por diversos motivos luego de la suspensión del concurso el 16 de agosto, en su lugar la sustituyó Beida Fossi (Nueva Esparta).
- Ena Lastre se retiró de Miss Venezuela 2018, ya que de resultar ganadora en dicha edición, no podría competir en Miss Mundo 2019 por tener 28 años cumplidos para la fecha de dicho certamen; en su lugar la sustituyó Karla Fermín (Trujillo).
- Vanessa Pinto se retiró de Miss Venezuela 2018 por motivos de estudios luego de la suspensión del concurso el 16 de agosto, en su lugar la sustituyó Claudia Villavicencio (Lara).

## Datos acerca de las delegadas
- Algunas de las delegadas del Miss Venezuela 2018 han participado, o participarán, en otros certámenes de importancia nacionales e internacionales:
  - Isabella Rodríguez (Portuguesa) ganó Sambil Model 2015, y fue semi-finalista en Miss Mundo 2019.
  - María José Hernández (Bolívar) participó en Miss Carabobo 2017.
  - Ana Karina Noguera (Delta Amacuro) participó en Miss Táchira 2017.
  - Annabella al-Samarrai (Sucre) participó en Miss Miranda 2017.
  - Oricia Domínguez Dos Santos (Táchira) participó en Miss Mundo España 2020 y ganó Miss Portugal 2021 por lo que representaría a este país en Miss Universo 2021.

- Algunas de las delegadas nacieron o viven en otro estado al que representaron, o bien, tienen un origen étnico distinto:
  - Carla Viera (Aragua) es de ascendencia portuguesa.
  - Daniela Venieri (Cojedes), Arantxa Barazarte (Distrito Capital),  y Beida Fossi (Nueva Esparta) son de ascendencia italiana.
  - Sarai Builes (Merida) tiene ascendencia Irlandesa y Francesa.
  - Annabella al-Samarrai (Sucre) nació en Inglaterra y tiene ascendencia libanesa.
  - Juliette Lemoine (Vargas) es de ascendencia francesa.
  - Oricia Domínguez (Táchira) es de ascendencia portuguesa y española.

- Otros datos significativos de algunas delegadas:
  - Solo 2 de las 24 candidatas son originarias de los Estados que representaron: María Eloína Hurtado (Anzoátegui)  y Anaid Fuentes (Monagas). Lo que significa que las 22 restantes representaron a un Estado distinto al de sus regiones de origen, esto debido a que la asignación de bandas fue realizada completamente al azar.
  - Karla Fermín (Trujillo) fue la candidata de mayor estatura con 1,80 m, mientras la de menor estatura fue Claudia Villavicencio (Lara) con 1,70 m.
  - Ana Karina Noguera (Delta Amacuro) e Isabella Rodríguez (Portuguesa) fueron las candidatas de mayor edad, con 25 años, mientras que la de menor edad fue Saraí Builes (Mérida), con 18 años.
  - Oricia Domínguez (Táchira) en representación de Venezuela, ganó el Concurso Ideas 2015 mención social, concurso reconocido en el área de emprendimiento en el país con una plataforma digital para colaborar y conscientizar con la causa de la donación de sangre llamado Conectavida.[17][18] Este proyecto fue elegido por la Bayer Young Community Innovators (BYCI).[19]